# Ernemont-Boutavent
Pour les articles homonymes, voir Ernemont.
Ernemont-Boutavent est une commune française située dans le département de l'Oise en région Hauts-de-France.

## Géographie

### Description
Ernemont-Boutavent est un village rural du nord-ouest de l'Oise, proche de la Seine-Maritime, situé à 19 km à l'est de Forges-les-Eaux, 10 km au sud-est de Formerie, 13 km au sud-ouest de Grandvilliers, 27 km au nord-ouest de Beauvais et 5 km au nord-ouest de Songeons.
En 1836, Louis Graves indiquait que son « territoire forme une plaine coupée par deux ravins vers la limite orientale. Le chef-lieu est rapproché de cette limite; il n'y a point d'eau courante, ni même de source dans le pays qui est alimenté seulement par deux puits ».

### Communes limitrophes
| Campeaux              | Mureaumont         |         |
| Héricourt-sur-Thérain | Ernemont-Boutavent | Loueuse |
| Fontenay-Torcy        | Sully              | Escames |

### Hydrographie
La commune est située dans le bassin Seine-Normandie. Elle n'est drainée par aucun cours d'eau,.

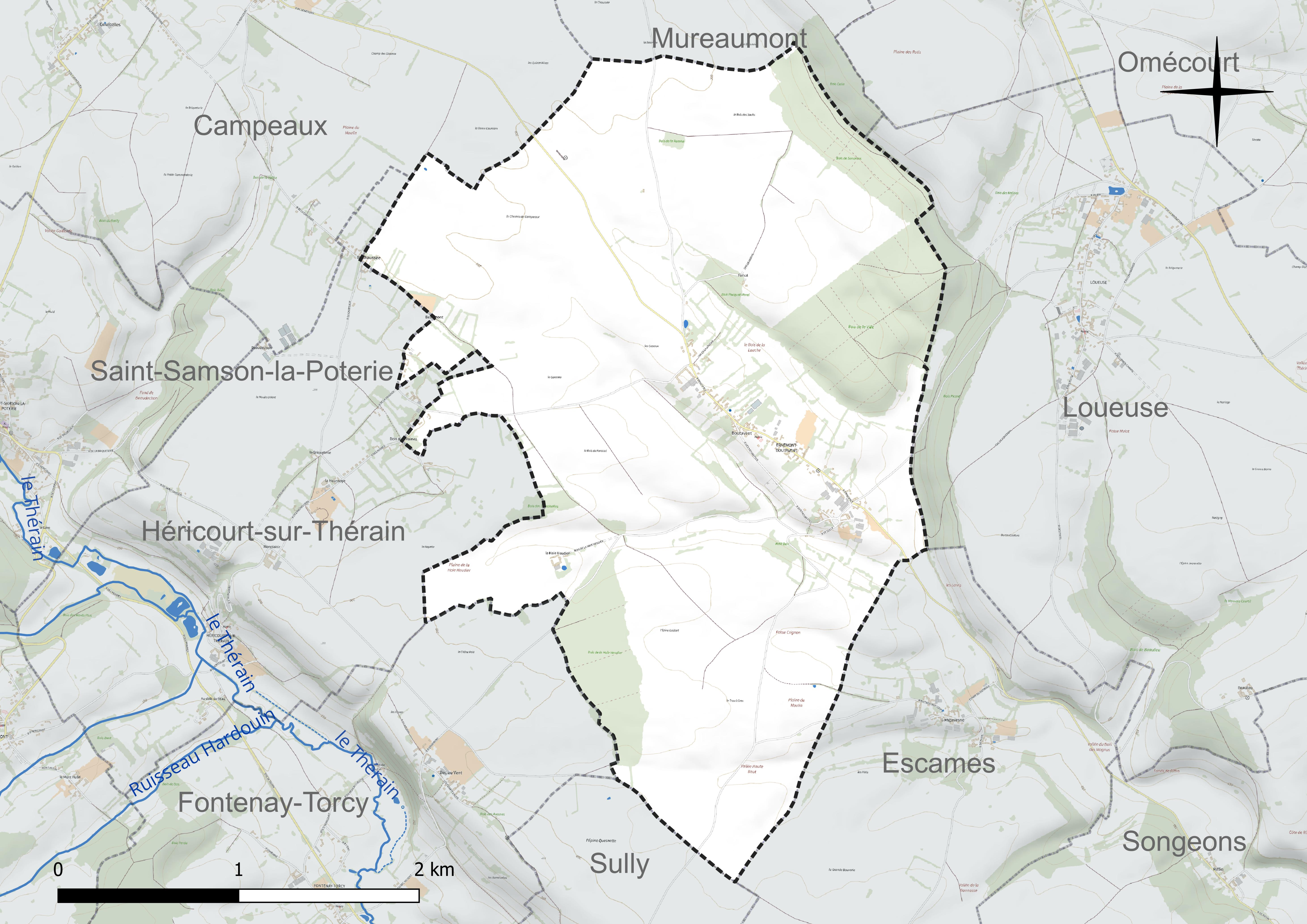
Réseau hydrographique d'Ernemont-Boutavent.

### Climat
Pour des articles plus généraux, voir Climat des Hauts-de-France et Climat de l'Oise.
En 2010, le climat de la commune est de type climat océanique dégradé des plaines du Centre et du Nord, selon une étude du CNRS s'appuyant sur une série de données couvrant la période 1971-2000. En 2020, Météo-France publie une typologie des climats de la France métropolitaine dans laquelle la commune est exposée à un climat océanique et est dans la région climatique  Côtes de la Manche orientale, caractérisée par un faible ensoleillement (1 550 h/an) ; forte humidité de l'air (plus de 20 h/jour avec humidité relative > 80 % en hiver), vents forts fréquents. 
Pour la période 1971-2000, la température annuelle moyenne est de 9,9 °C, avec une amplitude thermique annuelle de 14,3 °C. Le cumul annuel moyen de précipitations est de 839 mm, avec 12,7 jours de précipitations en janvier et 8,7 jours en juillet. Pour la période 1991-2020, la température moyenne annuelle observée sur la station météorologique la plus proche, située sur la commune de Saint-Arnoult à 5 km à vol d'oiseau, est de 10,4 °C et le cumul annuel moyen de précipitations est de 797,2 mm,. Pour l'avenir, les paramètres climatiques de la commune estimés pour 2050 selon différents scénarios d'émission de gaz à effet de serre sont consultables sur un site dédié publié par Météo-France en novembre 2022.
| Mois                                  | jan.          | fév.           | mars           | avril         | mai           | juin          | jui.          | août         | sep.          | oct.          | nov.          | déc.           | année     |
| ------------------------------------- | ------------- | -------------- | -------------- | ------------- | ------------- | ------------- | ------------- | ------------ | ------------- | ------------- | ------------- | -------------- | --------- |
| Température minimale moyenne (°C)     | 1,1           | 1,2            | 2,7            | 4,5           | 7,4           | 10,5          | 12,3          | 12,4         | 10            | 7,9           | 4,5           | 1,7            | 6,3       |
| Température moyenne (°C)              | 3,5           | 4              | 6,5            | 9,6           | 12,4          | 15,8          | 17,9          | 17,7         | 14,9          | 11,4          | 7,1           | 4,1            | 10,4      |
| Température maximale moyenne (°C)     | 6             | 6,9            | 10,3           | 14,6          | 17,5          | 21,2          | 23,4          | 23           | 19,8          | 15            | 9,8           | 6,5            | 14,5      |
| Record de froid (°C) date du record   | −13 18.01.13  | −12,6 12.02.12 | −11,5 04.03.05 | −4,5 07.04.08 | −0,8 06.05.19 | 2,5 14.06.05  | 5 31.07.07    | 4,9 21.08.14 | 2,4 30.09.18  | −3,8 29.10.03 | −5,4 30.11.16 | −12,1 26.12.10 | −13 2013  |
| Record de chaleur (°C) date du record | 14,1 09.01.15 | 17,9 27.02.19  | 23,2 31.03.21  | 25,7 20.04.18 | 29,7 27.05.05 | 34,6 21.06.17 | 40,6 25.07.19 | 37 09.08.20  | 33,1 09.09.23 | 28,5 01.10.11 | 18,5 08.11.15 | 16,6 30.12.22  | 40,6 2019 |
| Précipitations (mm)                   | 75,3          | 63,3           | 65,8           | 45,8          | 68,1          | 53,2          | 58,7          | 70,2         | 50,8          | 70,4          | 78,5          | 97,1           | 797,2     |

## Urbanisme

### Typologie
Au 1er janvier 2024, Ernemont-Boutavent est catégorisée commune rurale à habitat dispersé, selon la nouvelle grille communale de densité à sept niveaux définie par l'Insee en 2022.
Elle est située hors unité urbaine. Par ailleurs la commune fait partie de l'aire d'attraction de Beauvais, dont elle est une commune de la couronne,. Cette aire, qui regroupe 162 communes, est catégorisée dans les aires de 50 000 à moins de 200 000 habitants,.

### Occupation des sols
L'occupation des sols de la commune, telle qu'elle ressort de la base de données européenne d'occupation biophysique des sols Corine Land Cover (CLC), est marquée par l'importance des territoires agricoles (82,3 % en 2018), une proportion sensiblement équivalente à celle de 1990 (82,7 %). La répartition détaillée en 2018 est la suivante : 
terres arables (68,1 %), prairies (14,2 %), forêts (13,6 %), zones urbanisées (4 %). L'évolution de l'occupation des sols de la commune et de ses infrastructures peut être observée sur les différentes représentations cartographiques du territoire : la carte de Cassini (XVIIIe siècle), la carte d'état-major (1820-1866) et les cartes ou photos aériennes de l'IGN pour la période actuelle (1950 à aujourd'hui).

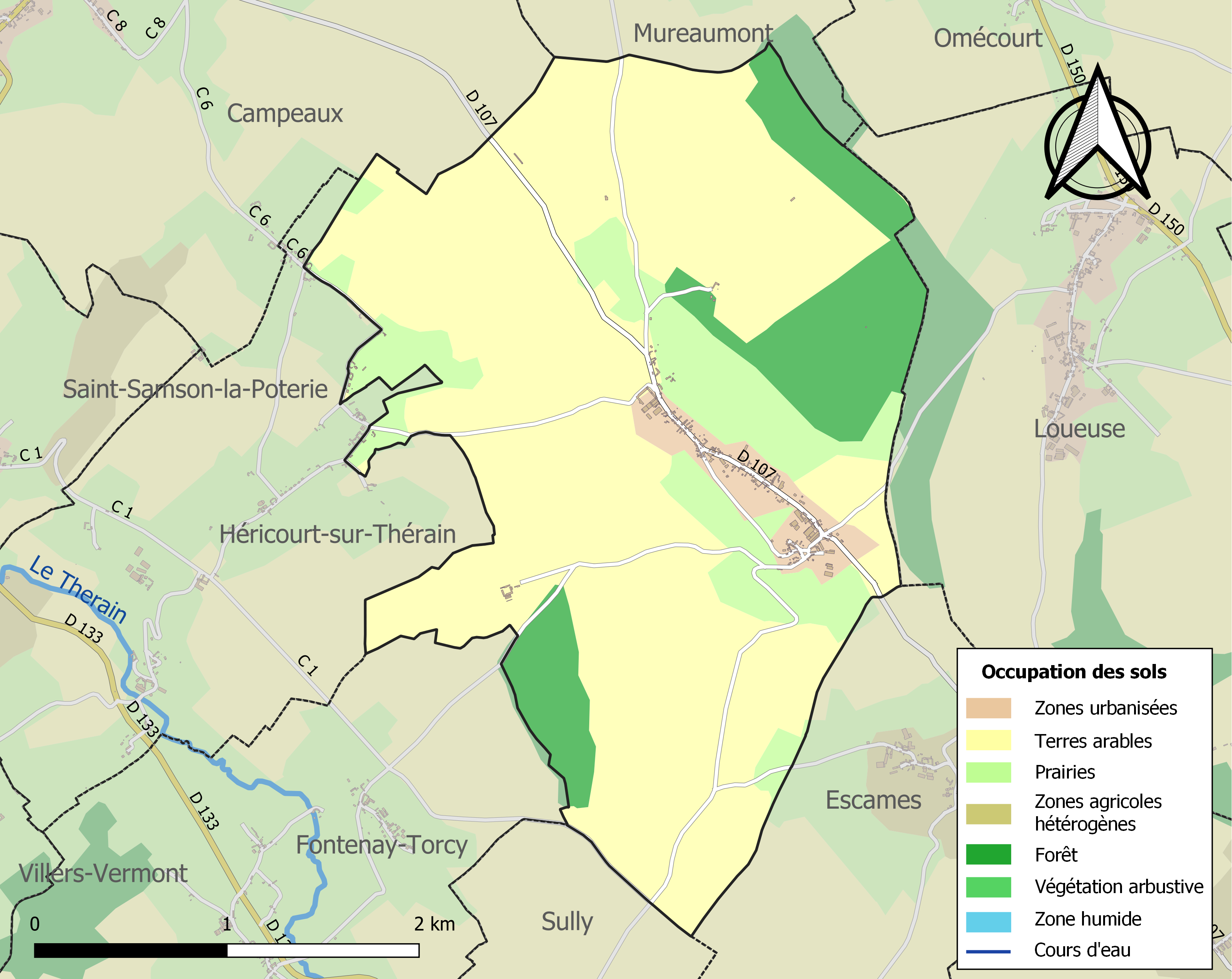
Carte des infrastructures et de l'occupation des sols de la commune en 2018 (CLC).

### Habitat et logement
En 2019, le nombre total de logements dans la commune était de 110, alors qu'il était de 99 en 2014 et de 91 en 2009.
Parmi ces logements, 75,3 % étaient des résidences principales, 17,1 % des résidences secondaires et 7,6 % des logements vacants. Ces logements étaient pour 95,2 % d'entre eux des maisons individuelles et pour 4,8 % des appartements.
Le tableau ci-dessous présente la typologie des logements à Ernemont-Boutavent en 2019 en comparaison avec celle de l'Oise et de la France entière. Une caractéristique marquante du parc de logements est ainsi une proportion de résidences secondaires et logements occasionnels (17,1 %) supérieure à celle du département (2,4 %) et à celle de la France entière (9,7 %). Concernant le statut d'occupation de ces logements, 89,7 % des habitants de la commune sont propriétaires de leur logement (85,5 % en 2014), contre 61,4 % pour l'Oise et 57,5 pour la France entière.
| Typologie                                               | Ernemont-Boutavent | Oise | France entière |
| ------------------------------------------------------- | ------------------ | ---- | -------------- |
| Résidences principales (en %)                           | 75,3               | 90,4 | 82,1           |
| Résidences secondaires et logements occasionnels (en %) | 17,1               | 2,4  | 9,7            |
| Logements vacants (en %)                                | 7,6                | 7,1  | 8,2            |

### Voies de communication et transports
La commune est desservie, en 2023, par les lignes 612, 6103 et 6113 du réseau interurbain de l'Oise.

## Toponymie
Ernemont est attesté sous les formes Ernoldi mons (1185) ; de Ernoldi monte (1195) ; Hernemont (1226) ; Arnulfi mons (1227) ; de Ernemonte (1231) ; Ernomont (1231) ; Ernaumont (1231) ; Hemermont (1237) ; de Ernoudi monte (1274) ; Ernoumont (XIVe) ; capella de Ernaumont (XVe) ; Hermont (1667) ; Ernemont-Boutavent (1840).

Boutavent, ancien hameau de Ernemont est attesté sous les formes Boutavant la ville (1454) ; Boutavant (1667) ; Boutavent (1836) ; Boutavent-la-Ville (1840).

De boute, non d'un ouvrage avancé, en avant. Village prolongeant celui de Bouvresse auquel il dépendait avant 1789.

## Histoire
Sous l'Ancien Régime Ernemont était une succursale de la paroisse de Sully et relevait comme elle du chapitre de Gerberoy
En 1836, la commune comptait plusieurs hameaux et écarts :
- « Boutavent-la-ville, hameau de quarante maisons, est au nord-ouest et près du chef-lieu. Il y avait un château qui fut détruit par le feu en 1673; on y voyait une chapelle sous le titre de Saint-Joseph. »
- « Quatreux ou les Cathreux, est un écart à l'ouest, ayant quatre maisons. »
- « Bois-aux-Moines, hameau sur la limite occidentale, n'appartient qu'en partie .à cette commune; le reste dépend d'Héricourt, canton de Formerie. »
- « Beaumont ou la Rue de Beaumont, est un hameau fort de quinze maisons au nord du précédent. »
- « La Chaussée, anciennement Cauchie, est un autre lieu habité, partagé entre les communes d'Ernemont, d'Héricourt et de Campeaux, canton de Formerie. Il est disposé en une seule rue qu'on nomme la vieille route, et qui paraît être une voie romaine (...) On trouva, il y a trente ans, près d'Ernemont, non loin du chemin de La Chaussée, un tombeau renfermant des armes romaines. ».

À cette époque, les habitants produisaient des œufs et des volailles vendues à Gournay-en-Bray ou Paris, ou fabriquaient de la bonneterie ou des lunettes.
L'ancienne église, qui a été foudroyée en 1968, était constituée « d'une nef ancienne bâtie en cailloux, sans caractère, et d'un chœur ajouté dans le seizième siècle. Elle fut bénie le 25 février 1522 par Jean de Pleurs, évêque de Riom en l'absence du diocésain, quoique le chœur n'ait été achevé qu'en 1559. Celui-ci est en parpaing sur solin de grès et couvert d'ardoises : neuf grandes fenêtres à moulures creuses et à trois divisions chacune qui l'éclairent, conservent des restes de très-beaux vitraux qu'un coup de vent brisa en 1812. Le portail est une ogive romane où l'on reconnaît encore quelques traces d'un ornement en zigzag ».

## Politique et administration

### Rattachements administratifs et électoraux

#### Rattachements administratifs
La commune se trouve dans l'arrondissement de Beauvais du département de l'Oise.
Elle faisait partie depuis 1802 du canton de Songeons. Dans le cadre du redécoupage cantonal de 2014 en France, cette circonscription administrative territoriale a disparu, et le canton n'est plus qu'une circonscription électorale.

#### Rattachements électoraux
Pour les élections départementales, la commune est membre depuis 2014 du  canton de Grandvilliers
Pour l'élection des députés, elle fait partie de la deuxième circonscription de l'Oise.

### Intercommunalité
Ernemont-Boutavent est membre de la communauté de communes de la Picardie verte, un établissement public de coopération intercommunale (EPCI) à fiscalité propre créé fin 1996  et auquel la commune a transféré un certain nombre de ses compétences, dans les conditions déterminées par le code général des collectivités territoriales.

### Liste des maires
| Période                                  | Période                       | Identité             | Étiquette | Qualité                                      |
| ---------------------------------------- | ----------------------------- | -------------------- | --------- | -------------------------------------------- |
| Les données manquantes sont à compléter. |                               |                      |           |                                              |
|                                          | 1855                          | M. Derogy            |           |                                              |
| Les données manquantes sont à compléter. |                               |                      |           |                                              |
| avant 1962                               |                               | Maurice Cabot        |           |                                              |
| Les données manquantes sont à compléter. |                               |                      |           |                                              |
| avant 1988                               | ?                             | André Boulenger      |           |                                              |
| Les données manquantes sont à compléter. |                               |                      |           |                                              |
| mars 2001                                | En cours (au 2 décembre 2021) | Thierry Van Honacker |           | Agriculteur Réélu pour le mandat 2020-2026 , |

## Population et société

### Démographie

#### Évolution démographique
L'évolution du nombre d'habitants est connue à travers les recensements de la population effectués dans la commune depuis 1793. Pour les communes de moins de 10 000 habitants, une enquête de recensement portant sur toute la population est réalisée tous les cinq ans, les populations de référence des années intermédiaires étant quant à elles estimées par interpolation ou extrapolation. Pour la commune, le premier recensement exhaustif entrant dans le cadre du nouveau dispositif a été réalisé en 2006.

En 2022, la commune comptait 176 habitants, en évolution de −13,3 % par rapport à 2016 (Oise : +0,87 %, France hors Mayotte : +2,11 %).
| 1793 | 1800 | 1806 | 1821 | 1831 | 1836 | 1841 | 1846 | 1851 |
| ---- | ---- | ---- | ---- | ---- | ---- | ---- | ---- | ---- |
| 468  | 537  | 565  | 560  | 535  | 524  | 509  | 505  | 464  |

| 1856 | 1861 | 1866 | 1872 | 1876 | 1881 | 1886 | 1891 | 1896 |
| ---- | ---- | ---- | ---- | ---- | ---- | ---- | ---- | ---- |
| 430  | 415  | 380  | 378  | 372  | 337  | 366  | 310  | 284  |

| 1901 | 1906 | 1911 | 1921 | 1926 | 1931 | 1936 | 1946 | 1954 |
| ---- | ---- | ---- | ---- | ---- | ---- | ---- | ---- | ---- |
| 234  | 243  | 217  | 210  | 224  | 222  | 218  | 210  | 236  |

| 1962 | 1968 | 1975 | 1982 | 1990 | 1999 | 2006 | 2011 | 2016 |
| ---- | ---- | ---- | ---- | ---- | ---- | ---- | ---- | ---- |
| 227  | 185  | 162  | 149  | 140  | 154  | 186  | 191  | 203  |

| 2021 | 2022 | - | - | - | - | - | - | - |
| ---- | ---- | - | - | - | - | - | - | - |
| 189  | 176  | - | - | - | - | - | - | - |

#### Pyramide des âges
La population de la commune est relativement jeune.
En 2018, le taux de personnes d'un âge inférieur à 30 ans s'élève à 36,5 %, soit en dessous de la moyenne départementale (37,3 %). À l'inverse, le taux de personnes d'âge supérieur à 60 ans est de 23,2 % la même année, alors qu'il est de 22,8 % au niveau départemental.
En 2018, la commune comptait 105 hommes pour 107 femmes, soit un taux de 50,47 % de femmes, légèrement inférieur au taux départemental (51,11 %).
Les pyramides des âges de la commune et du département s'établissent comme suit.
| Hommes | Classe d’âge | Femmes |
| ------ | ------------ | ------ |
| 3,0    | 90 ou +      | 1,0    |
| 5,9    | 75-89 ans    | 8,8    |
| 11,9   | 60-74 ans    | 15,7   |
| 17,8   | 45-59 ans    | 17,6   |
| 24,8   | 30-44 ans    | 20,6   |
| 11,9   | 15-29 ans    | 16,7   |
| 24,8   | 0-14 ans     | 19,6   |

| Hommes | Classe d’âge | Femmes |
| ------ | ------------ | ------ |
| 0,5    | 90 ou +      | 1,4    |
| 5,5    | 75-89 ans    | 7,6    |
| 15,6   | 60-74 ans    | 16,3   |
| 20,8   | 45-59 ans    | 20     |
| 19,4   | 30-44 ans    | 19,4   |
| 17,6   | 15-29 ans    | 16,2   |
| 20,6   | 0-14 ans     | 19,1   |

## Culture locale et patrimoine

### Lieux et monuments
- Église Saint-Éloi, construite dans la deuxième moitié du XXe siècle après l'incendie provoqué par la foudre de l'édifice précédent en 1968, elle ne présente aucun caractère architectural particulier.  Des fragments des magnifiques vitraux du XVIe siècle ont de l'ancienne église ont pu être sauvés et remontés dans six verrières qui ornent l'église[26].